# Jakobslundsvägens radhusområde

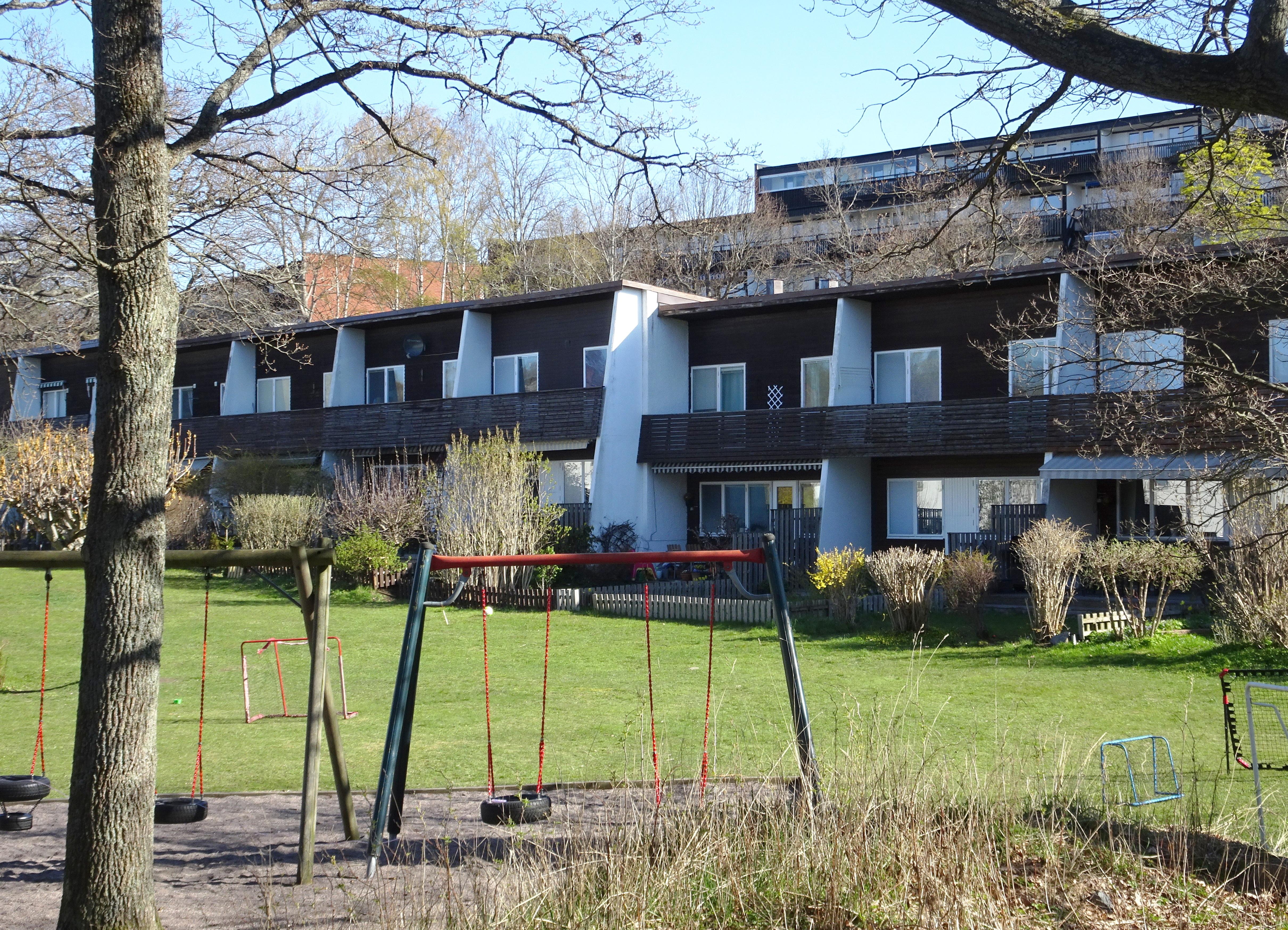
Den nordöstra längan i maj 2021.

Jakobslundsvägens radhusområde ligger i kvarteret Segeltorps gård vid Jakobslundsvägen i kommundelen Segeltorp i Huddinge kommun. Radhusområdet uppfördes 1963–1965 och klassas av kommunen som särskilt värdefull kulturmiljö. 

## Bakgrund

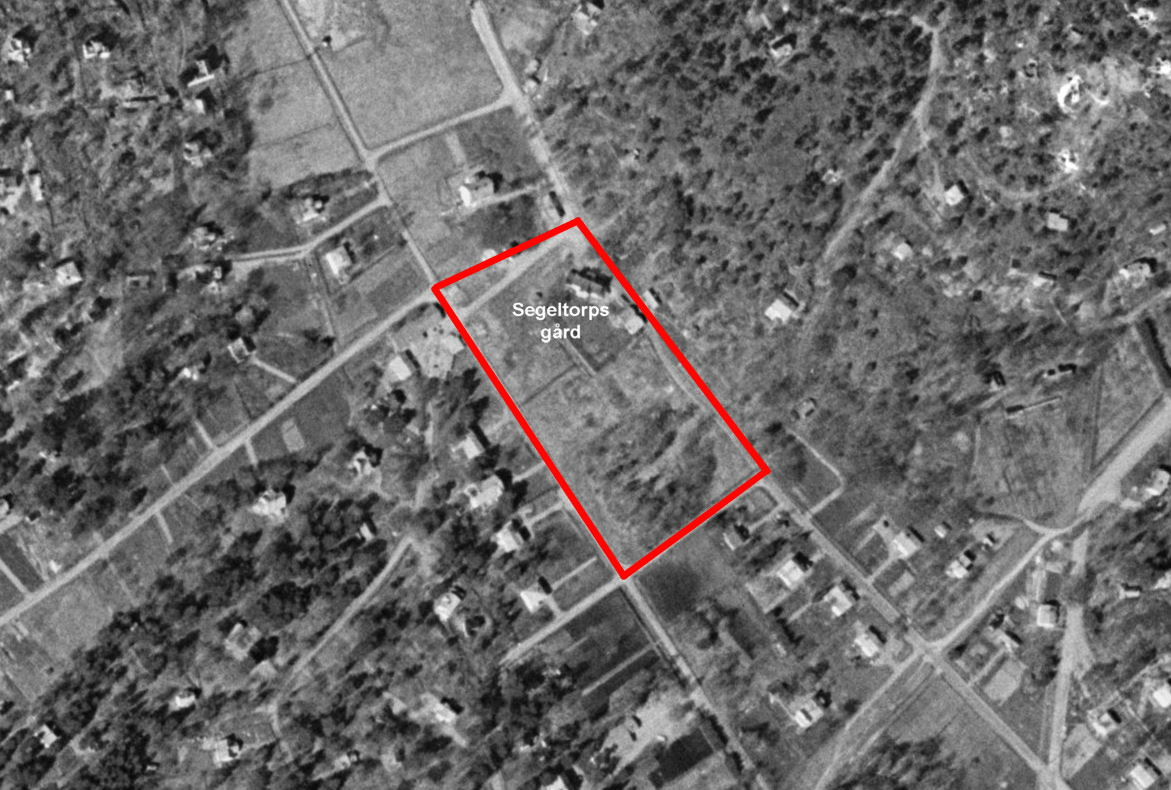
Gården Segeltorp och nuvarande kvarteret Segeltorps gård, flygfoto 1960.

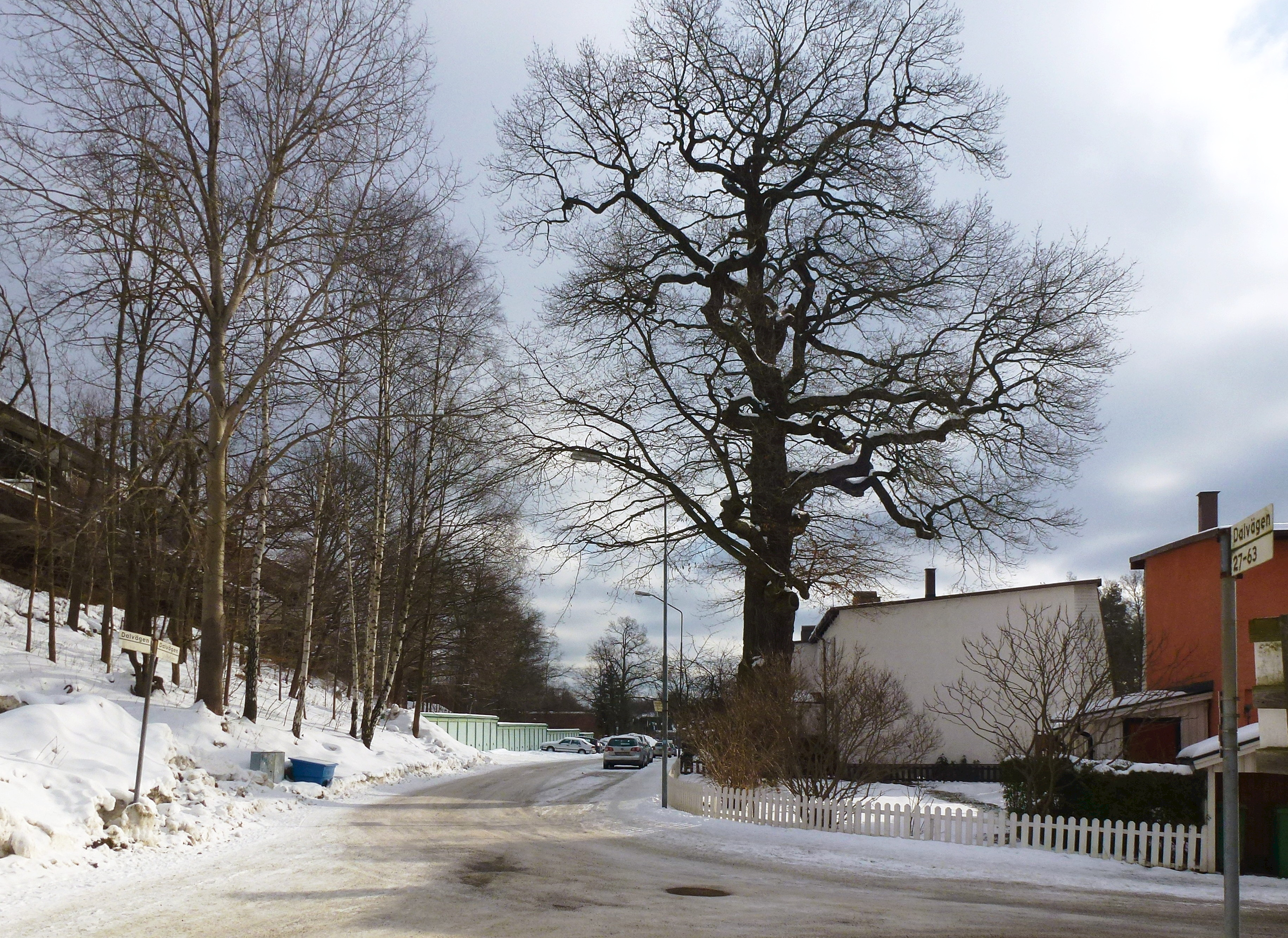
Gårdens mäktiga ek, 2013.

Jakobslundsvägen har sitt namn efter torpet Jakobslund som var känt sedan 1795 och låg under Vårby gård säteri. Radhusområde begränsas i norr av Dalvägen, i öster av Segeltorpsvägen och i väster av Jakobslundsvägen. Kvartersnamnet Segeltorps gård syftar på gården Segeltorp vars grönmålade huvudbyggnad stod i kvarterets norra del. Gården, som även gav kommundelen sitt namn, revs  när radhusbebyggelsen uppfördes. Från gårdens tid återstår endast en mäktig, naturminnesmärkt ek (se Naturminnen i Huddinge kommun).

## Bebyggelsen
En stadsplan för området upprättades i september 1963 av Huddinges stadsarkitekt Evert Trovik. I den föreslogs tre radhuslängor som slutar sig på tre sidor om ett markområde som tidigare hörde till gården. 1965 tillkom även en garagelänga vid Segeltorpsvägen. I stadsplanen togs också hänsyn till att den naturminnesskyddade eken kunde bevaras.
Arkitektuppdraget gick till Birger Nygell (1923–2009) som 1962 ritat ett liknande radhusområde i kvarteret Läderlappen vid Häradsvägen och Gärdsmygsvägen. I kvarteret Segeltorps gård ritade han 35 radhusenheter i tre plan inklusive källare, totalt 126 m² boarea och 63 m² biarea. I entréplanet placerades köket och ett allrum med utgång till trädgården. På övervåningen ligger två sovrum med var sin dörr till balkongen, ett litet arbetsrum och badrum samt klädkammare. Husen byggdes på fabrik av Modulenthus AB och uppfördes sedan av Byggmontering AB. 
På det gemensamma området mellan radhuslängorna anordnades så småningom en liten lekplats, för övrigt planterades gräsytor och i södra delen reser sig en mindre ekbevuxen kulle med naturmark. Varje radhusenhet är en egen fastighet och kostade 135 000 kr när den var ny. År 2020 såldes ett av husen för 5 800 000 kronor.

## Kulturhistorisk bedömning
Enligt Huddinges kulturmiljöprogram representerar Radhusbebyggelse vid Jakobslundsvägen / Dalvägen ett ”ovanligt välbevarat område som visar på rekordårens småhusbebyggelse, en produkt av efterkrigstidens stora projekt att skapa en god bostadsstandard med modern bebyggelse”.

## Bilder

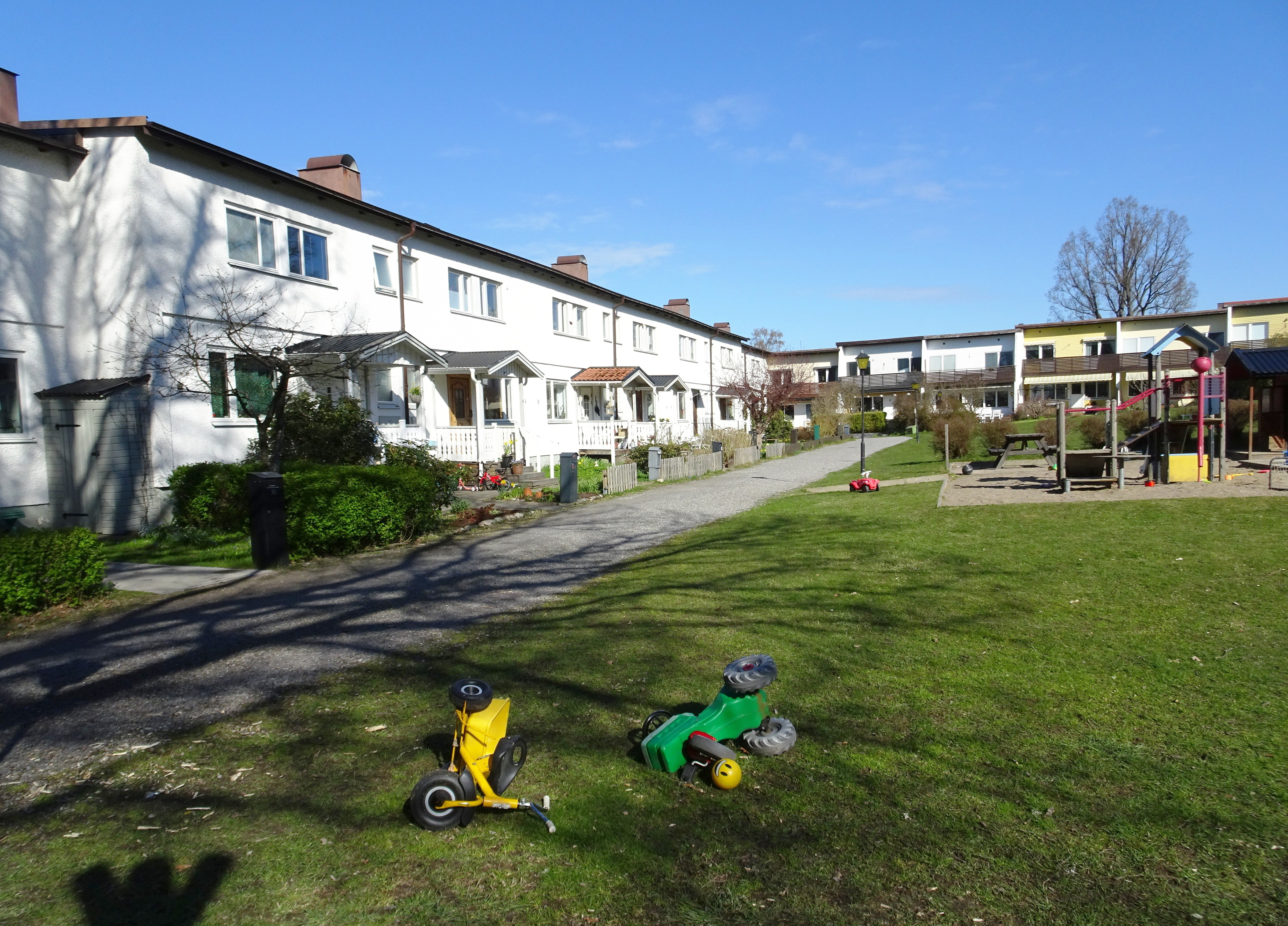
Västra och norra längan.
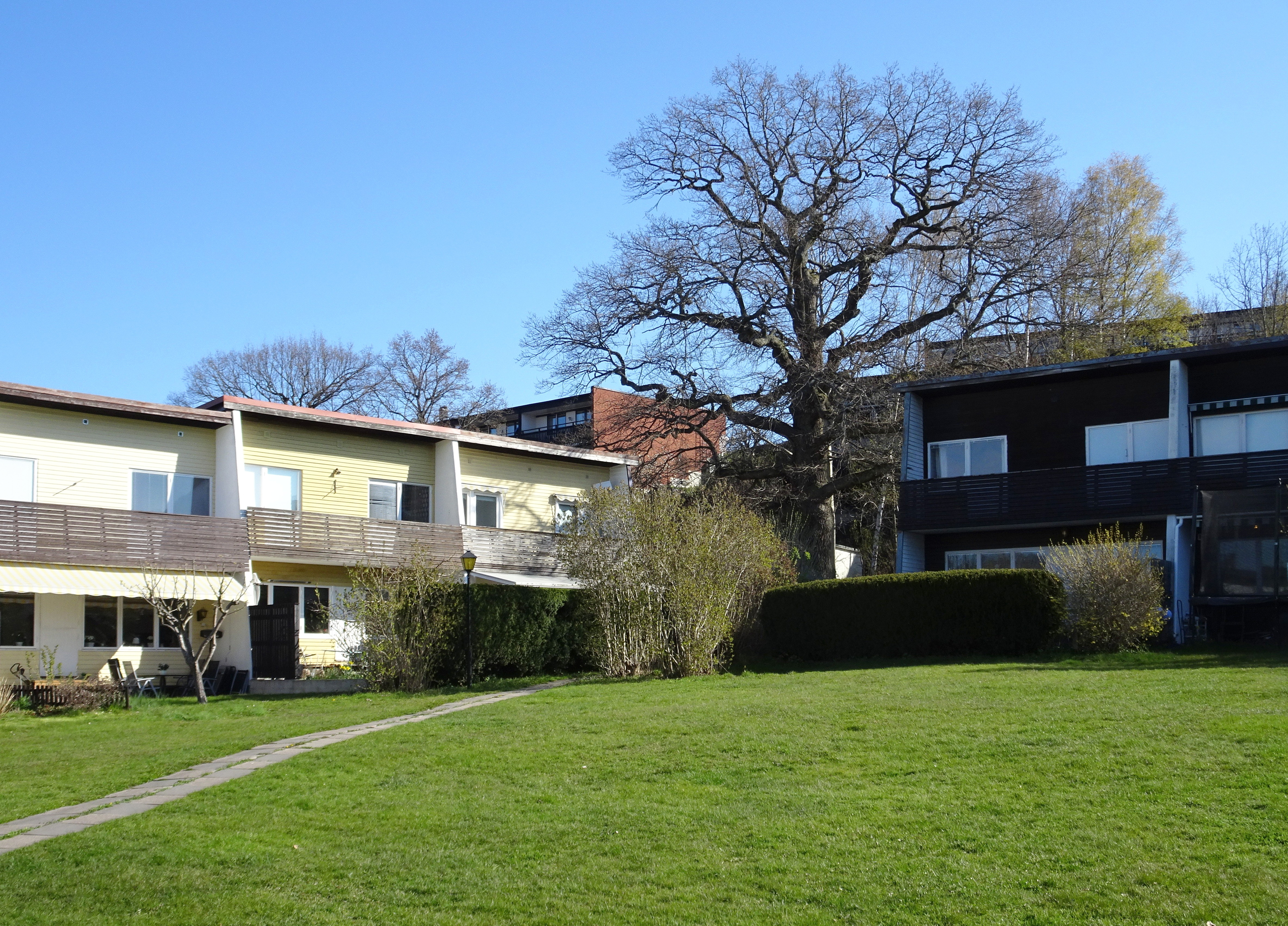
Eken och platsen för Segeltorps gård.
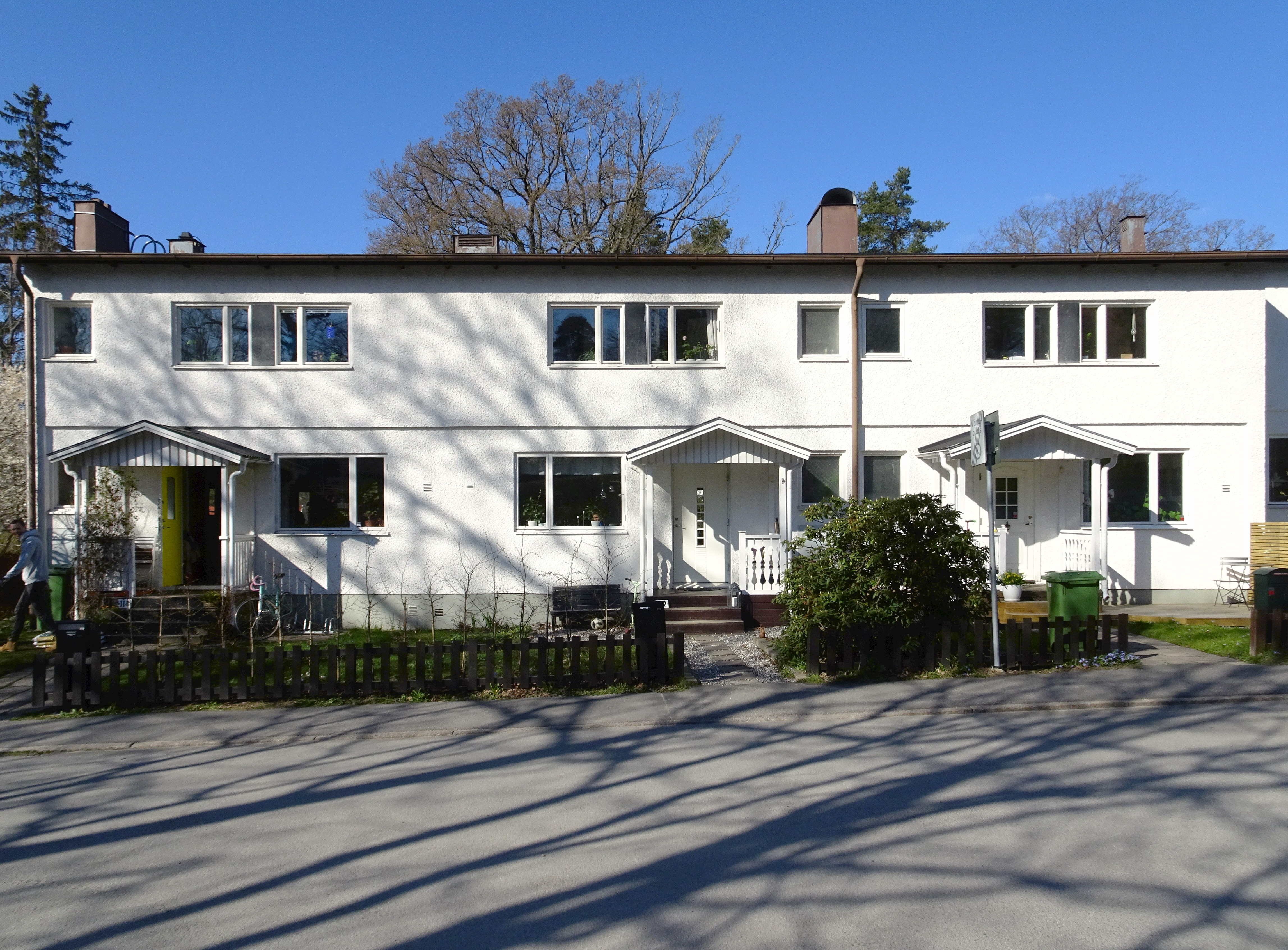
Nordöstra längan, entrésidan.
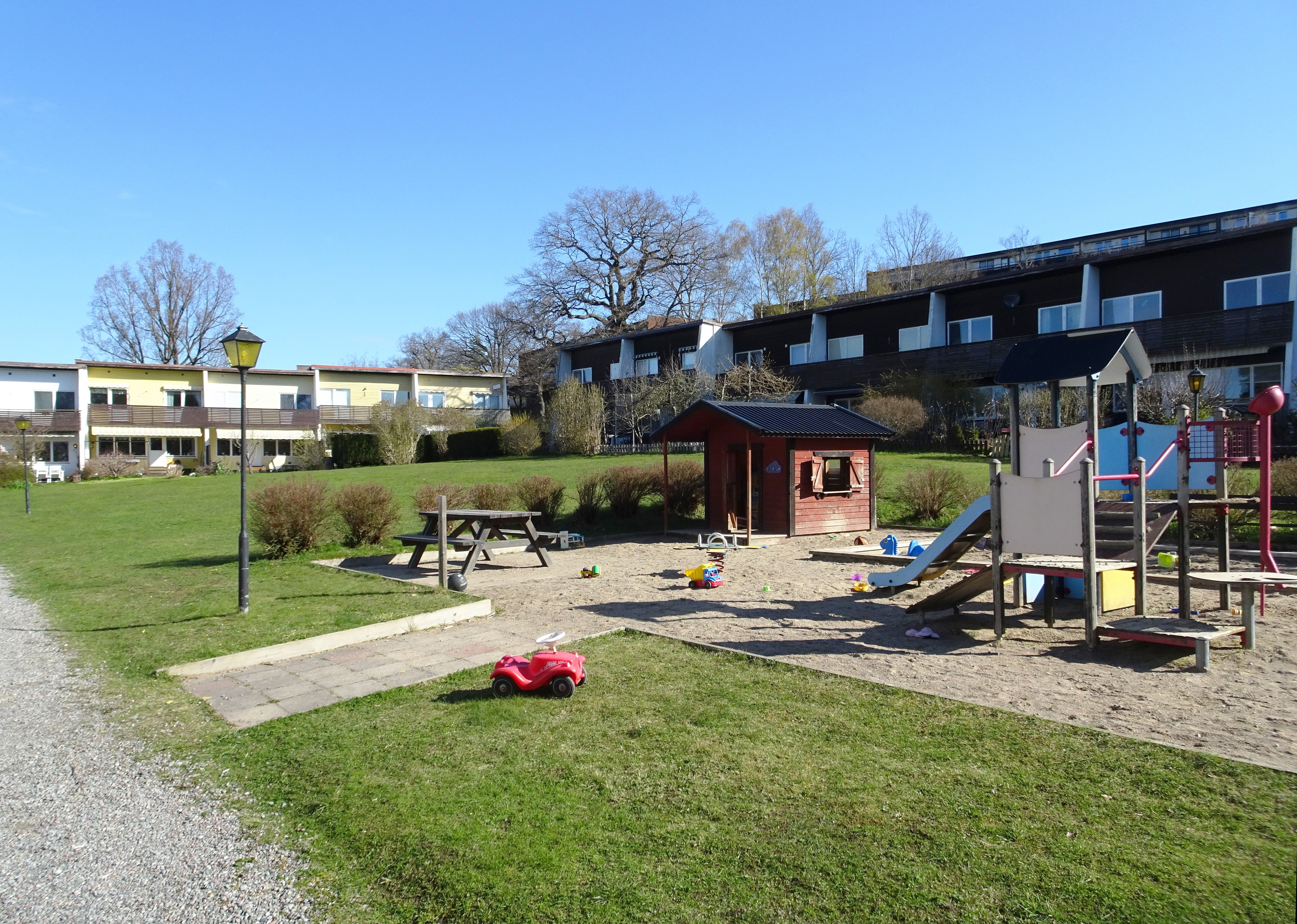
Nordöstra och norra längan.